# Caxias (Oeiras)

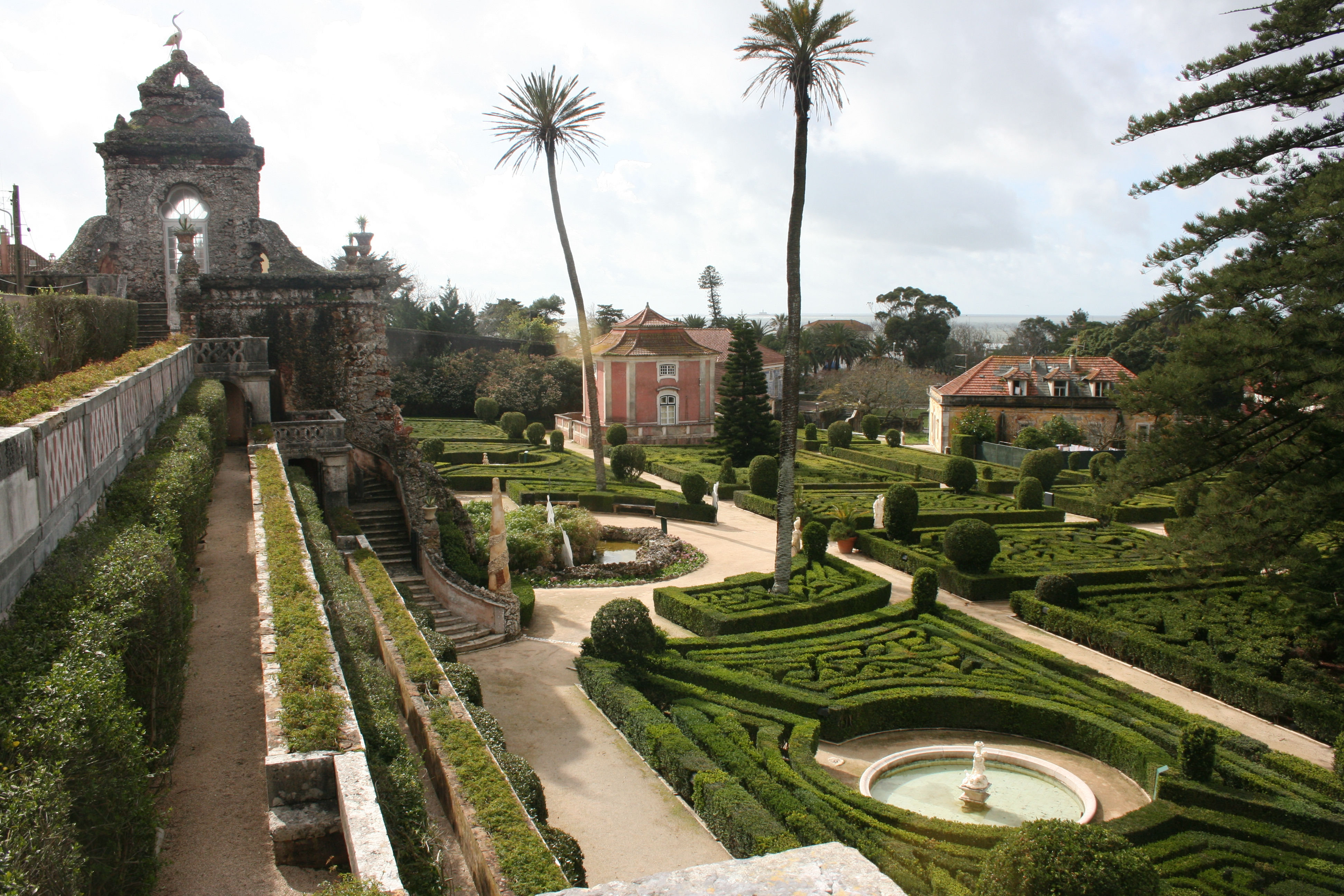
Quinta Real de Caxias

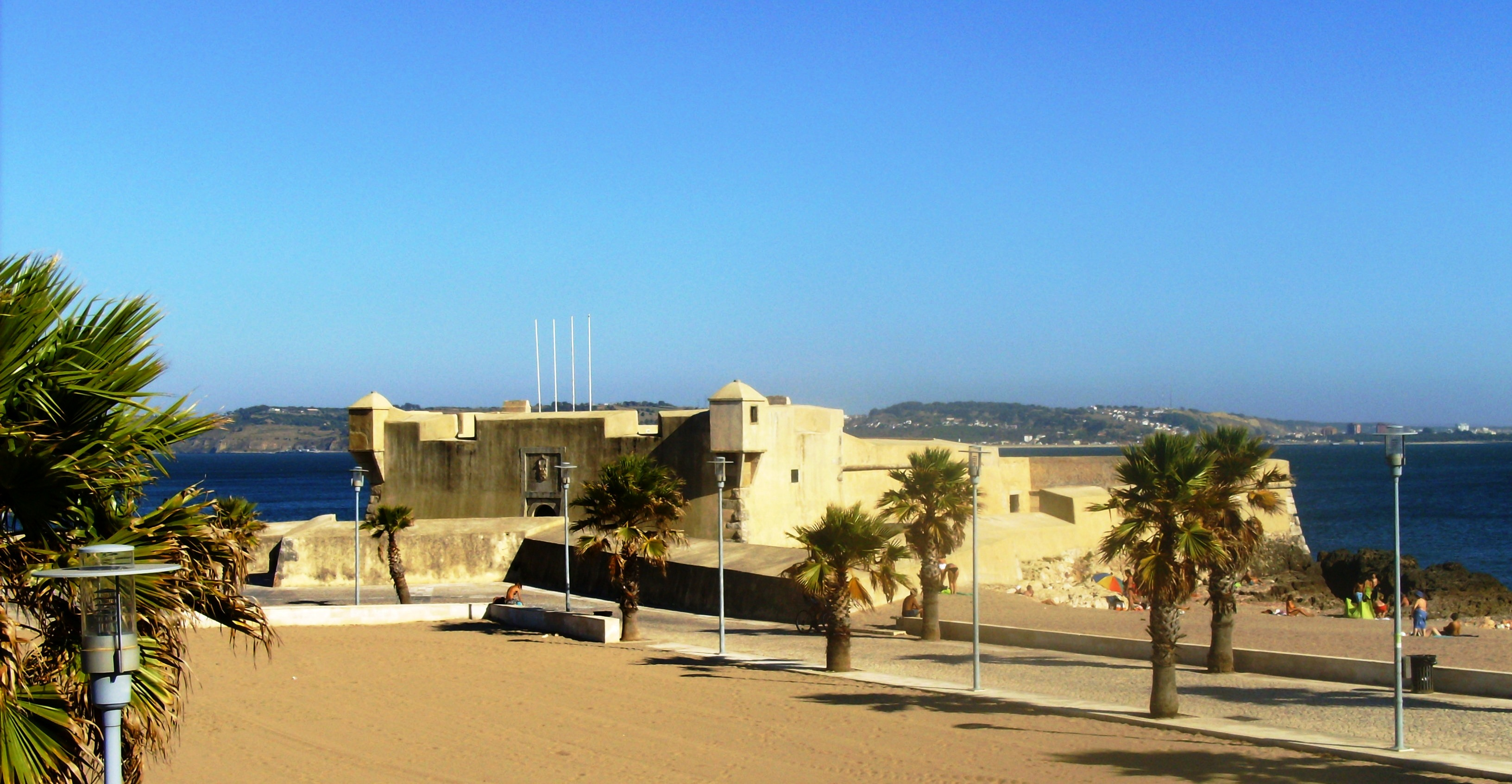
Forte de São Bruno

Caxias é uma vila portuguesa que foi sede da extinta Freguesia de Caxias do Município de Oeiras, freguesia que tinha 3,41 km² de área e 9 007 habitantes (2011), tendo, por isso, uma densidade populacional de 2641,3 hab/km². 
A Freguesia de Caxias foi criada a 3 de julho de 2001, tendo sido agregada, em 28 de Janeiro de 2013, às freguesias de Oeiras e São Julião da Barra e Paço de Arcos para criar a nova União de Freguesias de Oeiras e São Julião da Barra, Paço de Arcos e Caxias com sede em Oeiras.
A povoação de Caxias havia sido elevada à categoria de vila em 1997.
Caxias prevalece hoje como um complexo cultural e paisagístico que cresceu sobre a propriedade da família Real em Oeiras. Emanando a sofisticada vida social do século XVIII, a Quinta Real de Caxias encontra-se apenas a aproximadamente 200 metros da Praia de Caxias. A vegetação verdejante caracteriza este ambiente urbano privilegiado. A própria Estação de Caxias está envolvida por um dos jardins. 

## População
| População da freguesia de Caxias | População da freguesia de Caxias | População da freguesia de Caxias | População da freguesia de Caxias | População da freguesia de Caxias | População da freguesia de Caxias | População da freguesia de Caxias | População da freguesia de Caxias | População da freguesia de Caxias | População da freguesia de Caxias | População da freguesia de Caxias | População da freguesia de Caxias | População da freguesia de Caxias | População da freguesia de Caxias | População da freguesia de Caxias |
| -------------------------------- | -------------------------------- | -------------------------------- | -------------------------------- | -------------------------------- | -------------------------------- | -------------------------------- | -------------------------------- | -------------------------------- | -------------------------------- | -------------------------------- | -------------------------------- | -------------------------------- | -------------------------------- | -------------------------------- |
| 1864                             | 1878                             | 1890                             | 1900                             | 1911                             | 1920                             | 1930                             | 1940                             | 1950                             | 1960                             | 1970                             | 1981                             | 1991                             | 2001                             | 2011                             |
|                                  |                                  |                                  |                                  |                                  |                                  |                                  |                                  |                                  |                                  |                                  |                                  |                                  |                                  | 9 007                            |

Criada pela Lei n.º 18-B/2001  ,  de 3 de Julho, com lugares desanexados da freguesia de Paço de Arcos

## Personalidades ilustres
- Maria Teresa Eugénio de Almeida (Condessa de Vilalva (1921 - 2017) - benemérita, administradora da Fundação Eugénio de Almeida

## História
No início havia sido doada uma quinta por Dona Simoa Godinho em 1594 para a construção de um convento, junto às margens da Ribeira de Barcarena, a meia légua para nordeste do povoado de Oeiras. Quatro anos mais tarde, D. Filipe II obteve do Papa a licença para atribui-lo aos Frades Cartuxos de S. Bruno. No momento da construção desse convento quase nada havia em redor daquele despovoado, praticamente desconhecido até à ocupação dos seus novos habitantes. O isolamento da propriedade era real, um ambiente de completo retiro. Estavam entregues a uma paz celestial. Sabe-se que este templo primitivo tinha três arcos em cada ala. Já no início do século XVII o convento é ampliado para oeste, mas a conclusão desta obra iria demorar mais de 100 anos. No contexto da Guerra da Restauração da Independência Portuguesa é erguido na praia o Forte de S. Bruno por determinação de D. João IV , estando concluído em 1647.
Em 1712, o padre António Carvalho da Costa descrevia Laveiras, onde referia a existência de uma ermida de Santo António, por onde passava um rio pelo meio, cuja ponte tinha um só arco, onde se situava o Forte de São Bruno, e da parte do Nascente ficava o Convento dos Cartuxos. As obras do Convento da Cartuxa de Laveiras só ficariam concluídas em 1736.
No início do século XVIII, em terrenos de antigas quintas a sul do Convento da Cartuxa, o filho de D. Pedro II, Infante D. Francisco, mandou edificar uma sofisticada Quinta de Recreio com um pequeno palácio de veraneio, a poucos quilómetros do Palácio de Queluz. Também apelidado de Palácio dos Infantes, apesar da simplicidade para um palácio real, é o único paço real à beira mar plantado. Mas sem dúvida que é o grandioso jardim, inspirado no seu congénere de Versailles, que torna esta quinta única. As obras só viriam a ser concluídas em 1832 e D. Francisco morreu antes de conseguir usufruir da quinta.
Em 1759 é constituído o concelho de Oeiras pelo rei D. José I, e é o seu irmão D. Pedro III (que virá a ser rei-consorte ao casar com D. Maria I, sua sobrinha) que irá continuar a obra, começada por D. Francisco. Durante esta época é erguida a Capela de Nossa Senhora das Dores em Laveiras, construída pelo povo e patrocinada pela Casa Real. Já no século XIX, já D. Pedro III tinha falecido, a rainha D. Maria I sua esposa torna a Quinta Real de Caxias em residência real estival. Posteriormente usufruída por D. João VI, D. Miguel l, D. Maria II e D. Fernando II Saxe-Coburgo-Gotha (rei-consorte de D. Maria II) que continuaram as suas obras. D. Luís I usou o palácio como residência durante algumas semanas, antes de se estabelecer no Palácio da Ajuda. E mais tarde mandou erguer o Forte-prisão de Caxias (Forte Rei D. Luís), porque depois das Invasões Francesas e da Guerra Civil teria decidido construir o Campo Entrincheirado de Lisboa. A obras de fortificação de Lisboa e a exploração das pedreiras atraem muitos operários que contribuem para a junção do carácter saloio a Caxias, concentrando-se principalmente nos povoados de Laveiras e Murganhal.
No século XX, o Convento da Cartuxa começa a albergar as instalações do Instituto Padre António de Oliveira. A elite portuguesa começa a instalar-se em torno na Quinta Real de Caxias, nas encostas do vale e junto à praia. Forma-se a 1929 uma nova freguesia da qual toda a região passa a fazer parte, a freguesia de Paço de Arcos. Com a implantação do Estado Novo Português, o reduto sul do Forte de D. Luís passou a ser utilizado como prisão política em 1935, tendo-se destacado como a que maior número de presos políticos acolheu até à sua desativação com a Revolução dos Cravos (1974). Caxias preservou algumas qualidades específicas ao ser dos lugares menos afetados pela pressão urbana sobre Oeiras nas décadas de 50, 60 e 70.
Juntamente com todos os planeamentos que surgem na década de 80, em 1985 é celebrado protocolo entre o Estado-Maior do Exército e a Câmara Municipal de Oeiras que procedeu à recuperação, manutenção e reutilização do jardim e cascata. Nesta década inicia-se a estratégia municipal de implementar infra-estruturas e habitação social, evidenciando uma população mais heterogénea. Caxias foi elevada a vila a 24 de Julho de 1997, ao que se seguiu a criação da freguesia de Caxias, uma divisão administrativa separada de Paço de Arcos que viria a ter a efémera duração de 12 anos, de 12 de Junho de 2001 a 2013.
É no século XXI que Caxias começa a revelar o seu potencial atrativo, com praia, cultura, desporto e negócios. Apesar de muito diferente da época em que era retiro dos monges, preservou ainda um carácter tranquilo com um forte protagonismo ambiental. É devido à recuperação do espaço urbano e da praia que tem havido a nova atratividade pela região. Em 2016 foi inaugurada a Cidade do Futebol no Alto da Boa Viagem e em 2017 o Passeio Marítimo da Praça do Forte de São Bruno em direção a Lisboa. Está prevista a integração de Caxias na criação de um grande parque urbano que se prolongue pela Ribeira de Barcarena até à Fábrica da Pólvora, e a finalização do Passeio Marítimo até Paço de Arcos.

## Património Edificado
- Convento da Cartuxa
- Quinta Real de Caxias
- Forte de São Bruno de Caxias
- Farol da Gibalta

## Espaços Públicos
- Praia de Caxias
- Jardim das Palmeiras